# Lijst van burgemeesters van Bekegem
Dit is een lijst van burgemeesters van Bekegem, een voormalige gemeente in de Belgische provincie West-Vlaanderen, tot aan de gemeentelijke fusie van 1977, toen Bekegem met Eernegem en Ichtegem (zonder Wijnendale) de nieuwe gemeente Ichtegem vormde.
- 1797-1803 : Jacobus Blomme
- 1803-1813 : Franciscus Jonckheere
- 1813-1830 : Ferdinand Vande Kynderen
- 1831-1848 : Carolus Kyndt
- 1849-1855 : Carolus Vanhee
- 1856-1866 : Philippus Verheecke
- 1867-1869 : Karel Tyberghein
- 1870-1872 : Jan Aernoudt
- 1872-1880 : Philippus Verheecke
- 1830-1884 : August Luyckx
- 1885-1911 : August Monteyne
- 1912-1938 : Louis Cobbaert
- 1939-1942 : Eduard Cobbaert
- 1942-1944 : Alfons Storme (oorlogsburgemeester)
- 1944-1952 : Eduard Cobbaert
- 1953-1964 : Charles Maene
- 1965-1977 : Frans Viane